# Бертхольд, Вилль
Вилль Бертольд (также Бертхольд, нем. Will Berthold; 12 октября 1924, Бамберг — 16 июня 2000, Бамберг) — немецкий прозаик и публицист, один из самых успешных германских писателей и авторов нехудожественных книг послевоенного времени.
Бертхольд вырос в Бамберге и в 18 лет оказался на фронте. В 1945 году попал в плен, после освобождения он сначала работал разнорабочим. В 1945—1951 годах работал в газете Süddeutsche Zeitung, где писал о Нюрнбергских процессах. Одновременно изучал журналистику и историю литературы. В 1948 году женился.
После публикации нескольких его произведений в журналах он стал свободным автором и написал свыше 50 романов, основанных на действительных событиях, и многих научно-популярных книг. Его темами были времена национал-социализма, Вторая мировая война и шпионаж. Наибольшую известность принёсла Бертхольду серия статей «Дьявол приходил по ночам» (нем. Nachts, wenn der Teufel kam), лёгшая в основу одноимённого антифашистского фильма Роберта Сиодмака 1957 года.
Он также писал скрипты для фильмов и телевизионных документаций. Несколько его трудов были опубликованы под псевдонимом Stefan Amberg и Peter Martin Deusel.
Книги Бертхольда были переведены на 14 языков и достигли общего тиража свыше 20 миллионов.

## Сочинения
- Adams Letzte, 1987
- Die anderen schlafen nicht. Europa ändert sein Gesicht, 1963
- Auf dem Rücken des Tigers, 1969
- Auf den Straßen des Sieges, 1988
- Brigade Dirlewanger, 1960
- Division Brandenburg. Die Haustruppe des Admirals Canaris, 1959
- Die ehrenwerten Diebe, 1981
- Doppelt oder aus, 1983
- Ehesanatorium, 1981
- Etappe Paris, 1958
- Feldpostnummer unbekannt, 1977
- Die Frauen nannten ihn Charly, 1986
- Fünf vor zwölf und kein Erbarmen, 1978
- Die gelbe Mafia, 1989
- Geld wie Heu, 1982
- Getreu bis in den Tod. Tatsachenbericht. Sieg und Untergang der Bismarck, 1956
- Der grosse Treck. Die Vertreibung aus den deutschen Ostgebieten, 1975
- Hanussen. Hellseher und Scharlatan. Roman nach Tatsachen, 1987
- Die Haut am Markt, 1961
- Heißes Geld, 1980
- Heldensabbat. Roman aus Bamberg, 1985
- Hölle am Himmel, 1972
- Die Impotenten, 1969
- Inferno (3 тома), 1982—1984
  - том 1: Die ersten Blitzsiege
  - том 2: Siege und Niederlagen
  - том 3: Finale
- Iwans Doktor, 1978
- Ein Kerl wie Samt und Seide, 1984
- Der Krieg, der nie zu Ende ging, 1981
- Kriegsgericht. Roman nach Tatsachen, 1959
- Krisenkommando, 1980
- Lebensborn e. V. Tatsachenroman, 1958
- Das letzte Gefecht, 1987
- Madeleine Tel. 13 62 11, 1959
- Malmedy. Das Recht des Siegers. Roman nach Tatsachen, 1957
- Mitgefangen, Mitgehangen. Malmedy, 1957
- Die mobilen Manager. Glanz und Größe der deutschen Autoindustrie, 1966
- Nach mir komm ich, 1990
- Die Nacht der Schakale, 1981
- Nachts, wenn der Teufel kam. Tatsachenbericht, 1959
- Die Nackten und die Schönen, 1988
- Operation Führerhauptquartier, 1979
- Parole Heimat. Deutsche Kriegsgefangene in Ost und West, 1978
- Prinz-Albrecht-Straße. Roman nach Tatsachen, 1963
- Pinien sind stumme Zeugen, 1987
- Revolution im weißen Kittel. Hoffnungen und Siege der modernen Medizin, 1978
- Der Sieg, der vor die Hunde ging. Der Luftkrieg 1939—1945, 1980
- Solang wir leben. Arztroman, 1985
- Spion für Deutschland. Roman nach Tatsachen, 1955
- Sprung in die Hölle, 1987
- Die Stadt der Engel, 1985
- Top-Agenten. Eine geballte Ladung Lesevergnügen (Herausgeberschaft), 1990
- Überleben ist alles. Die letzten 60 Tage des 3. Reiches. Tatsachenroman, 1985
- Verbotene Spiele, 1980
- Die Versager, 1973
- Vollstreckt. Johann Reichhart, der letzte deutsche Henker, 1984
- Vom Himmel zur Hölle, Roman nach Tatsachen, 1957
- Die wilden Jahre, 1964
- Zärtlichkeit in kleinen Raten, 1981
- Die 42 Attentate auf Hitler, 1981

телевизионные сериалы:
- Kultische Spiele
- Riesenstadt Ruhrgebiet

### Переводы на русский язык
- Вилль Бертхольд, «Гибель линкора „Бисмарк“. Немецкий флагман против британских ВМС. 1940—1941», Изд. Центрполиграф, 2007 г. 248 стр.
- Вилль Бертольд, «42 покушения на Адольфа Гитлера», Изд. Русич, 2002 г. 352 стр.